# GROVE
GROVE株式会社（グローブ、英: GROVE Inc.）は、タレント・インフルエンサーマネジメント事務所。AnyMind Group傘下。
会社名の「GROVE」は、"畑" という意味で、クリエイターが花を咲かせて実になっていくのを支える存在でありたいという思いで名付けられた。
所属しているタレント、インフルエンサーのファンはティーン層（10代・20代）の若い世代が多い。

## 沿革
- 2012年7月 - 「GROVE」設立。
- 2018年7月 - スペースシャワーネットワークの連結子会社化[2]。
- 2019年12月 - スペースシャワーネットワークとAnyMind Groupの資本業務提携により、AnyMind Groupの連結子会社化[3][4]。
- 2021年3月 - スペースシャワーネットワークが所有するGROVEの全株式をAnyMind Groupに売却。
- 2022年4月 - 女性タレント専門レーベル「seju」と「next」を設立[5]。

## 所属者
公式ウェブサイトによる（2025年1月現在）。
- パパラピーズ
- むくえなちっく。
- 竹下☆ぱらだいす
- あめんぼぷらす
- 羽谷勝太
- なつめさんち
- ひなた
- サンキューどっこいしょ
- ミル
- ぷくぷく
- えくぼっち
- SS manga diary -慎本 真-
- 木村星南
- fumiami
- サラ・コールディ
- なこ
- 村濱遥
- kinoko
- 2/9号室
- てめぇーら。
- 金木朋裕
- ムロトモキ
- 都
- 白い人
- 宮原響
- 鈴木敦也 / あつぼー
- まんまる子
- yuna
- ふてこ（夜光性アミューズ）
- みぽたぽた（夜光性アミューズ）
- 板倉可奈（CUTIE STREET）
- ゆうり
- 夏井ちひろ
- 関桃花
- yuka
- めいか
- わおん
- およべそら
- じゅり
- ヤン眉ちゃん
- ゆーうぃる
- ももはな
- くや
- 長濱薩生
- 天羽遥
- きみこ
- あやせりんて
- えとーまい
- Yumika
- 永野孔規

## seju
seju（）は、2022年4月7日にスタートしたGROVEの芸能プロダクション部門である。コンセプトはインフルエンサーという枠を超え新しい「可愛い」を作り出す女の子達の新たなプロダクションレーベルとする。

### 所属者 (seju)
公式ウェブサイトによる（2025年8月現在）。
- なえなの[9]
- 森香澄（元テレビ東京アナウンサー）[9]
- 今森茉耶 (ミスマガジン 2023グランプリ) [10]
- 実熊瑠琉
- 菊池日菜
- 高梨優佳
- 榎原依那
- 川口葵[9]
- 冴木柚葉
- 沢田京海
- 本望あやか
- 本郷柚巴（元NMB48）[11]
- 岩波詩織
- 大熊杏優
- 水野舞菜（元ラストアイドル）
- 桑島海空
- 白河芹
- 平松想乃
- 古園井寧々
- 田仲埜愛
- 村山千夏
- 夏川メガン
- 磯村美羽
- 織田奈那（元欅坂46）[9]
- 植村友結
- 渚のん
- 武田智加（元HKT48）[12]
- 宮﨑想乃（元HKT48）[13]
- 山川愛理
- 小串日葵
- 立坂日笑
- 高村夢叶
- 芽日子
- 金山奈々絵
- 大野帆香
- かおり
- 溝端葵
- 髙野真央

### 所属者 (next)
公式ウェブサイトによる（2025年8月現在）。
- 向井怜衣
- 川野明愛
- 多田梨音
- 紗和
- 長浜広奈
- 時田音々
- 永瀬碧
- 穂刈優
- 辻優衣華
- 村井桜奈
- 藤野有紗
- 橋本ゆめあ
- 染谷美咲
- 岡田昊奈
- 福士琴葉

### 出演

#### ウェブ連載
- ヤンマガWeb「日曜日のseju」（2024年10月 - 、講談社）[15]

## 元所属者
- 大関れいか
- カノックスター
- かやくま
- コアラ's GAME SHOW
- たけうちほのか
- 竹内唯人
- ゆたせな
- 夜のひと笑い
- kattyanneru/かっちゃんねる
- MIORI

seju
- 麻生果恩
- 木村彩音
- 城間菜々美
- 夢咲ももな